# Antonio Ortiz Roldán
Antonio Ortiz Roldán (n. 1909) fue un político y militar español de ideología comunista que luchó en la guerra civil.

## Historia
Nacido en la localidad cordobesa de Espejo en 1909, de profesión era obrero agrícola. Ingresó en el Partido Comunista de España (PCE) en 1930. Durante el periodo de la Segunda República se convirtió en el dirigente de las Milicias Antifascistas Obreras y Campesinas (MAOC) en su población natal, Espejo.
Tras el comienzo de la guerra civil logró asegurar Espejo para la República y se puso al frente de una milicia, el batallón «Bautista Garcet», con la que tomaría parte en numerosas operaciones en la provincia de Córdoba. Ortiz participó en la fallida Ofensiva de Córdoba, que en agosto de 1936 intentó conquistar la capital cordobesa. Más adelante, durante la contienda, mandó las brigadas mixtas 52.ª y 226.ª, combatiendo en varios frentes. En julio de 1938, al frente de la 226.ª BM, fue de los primeros comandantes republicanos que cruzaron el río Ebro y dieron comienzo a la ofensiva republicana. Más adelante mandó la 42.ª División, en sustitución del fallecido Manuel Álvarez Álvarez, coincidiendo ya con los últimos días de la batalla del Ebro. Con el hundimiento del frente republicano en Cataluña, a comienzos de 1939 hubo de pasar a Francia.
Tras el final de la contienda se exilió en la Unión Soviética, donde cursó estudios en la Academia Militar Frunze junto a otros militares republicanos. Años después, durante la Guerra fría, actuó como instructor militar de los revolucionarios cubanos, trasladándose a la isla caribeña junto a otros exmilitares republicanos.